# 折見麻緒
折見 麻緒（おりみ まお、9月8日 - ）は、日本の舞台女優。株式会社soymilk所属。
劇団TEAM-ODAC／劇団五反田タイガーのメンバー。
振付師としても活動している。
広島県福山市出身。

## 人物
- 身長155cm、血液型O型
- ダンスが得意
- 同じ劇団の高松雪と特に仲が良い

## 出演

### テレビ
- テレビ新広島「すぱっくんの元気TV すぱっくん体操」（2016年）

### 映画
- 『左様なら今晩は』出演・方言指導

### 舞台
2011年
- TOURSミュージカル『赤毛のアン』（2011年8月20日 、 ALSOKホール（広島県立文化芸術ホール））

2013年
- THEASTAR☆HIROSHIMAオリジナルミュージカル『ひろしまお好み焼き物語』（2013年12月21日 - 12月22日 、JMSアステールプラザ 中ホール）

2016年
- 福山市制施行記念日ミュージカル『未来ちゃんと100本のバラの精たち』（2016年6月5日 、広島県民文化センターふくやま）

2017年
- フライドBALL企画Vol.19『暮らすフィクション』（2017年3月30日 - 4月2日、明石スタジオ）
- フライドBALL企画Vol.21『誰かの為に、この拳』（2017年8月24日 - 8月27日、明石スタジオ）
- 五反田タイガー 2nd Stage 『花街花魁クロニクル』（2017年11月1日 - 11月5日、新宿村LIVE）

2018年
- 五反田タイガー 3rd Stage 『Funkyナース～きばらんか!～』（2018年3月14日 - 3月18日、新宿村LIVE）

- フライドBALL企画Vol.26『産声をあなたに』（2018年6月21日 - 6月24日、明石スタジオ）
- 五反田タイガー 4th Stage 『Casket〜深海から見える星〜』（2018年9月12日 - 9月17日、草月ホール）

2019年
- 五反田タイガー 5th Stage 『OH,MY GODDESS！！〜あなたが望むなら〜』（2019年1月16日 - 1月20日、銀座 博品館劇場）
- 劇団TEAM-ODAC第32回本公演『小さな結婚式～いつか、いい風は吹く～』（2019年5月5日 - 5月6日、大阪ビジネスパーク円形ホール / 2019年5月15日 - 5月19日、こくみん共済 coop ホール（全労済ホール）／スペース・ゼロ）

- 五反田タイガー 6th Stage 『花街花魁クロニクル』（2019年7月10日 - 7月15日、草月ホール）

- フライドBALL企画Vol.34『必ずあがる』（2019年10月3日 - 10月6日、新宿THEATER BRATS）
- patisserie maison 3110 presents 『おおばかもの〜ふくらめ！私のイースト菌〜』（2019年10月31日 - 11月4日、浅草花劇場）

2020年
- 五反田タイガー 7th Stage 『WORKER ANTS と 働かないアリ』（2020年3月18日 - 3月22日、CBGKシブゲキ!!） - チェリー 役
- Monkey Works Vol.04 『グッバイ・エイリアン』(2020年7月8日(水)～7月12日(日)、草月ホール)振付
- 五反田タイガー 8th Stage 『Refrain 〜でも、バイバイ！〜』（2020年9月30日 - 10月4日、草月ホール）- キョンシー(佐々木咲) 役
- 劇団TEAM-ODAC 第35回本公演 『岸和田少年愚連隊～あの頃のハートは今もある～（2020 年 秋の陣）』（2020年11月14日 - 11月23日、こくみん共済 coop ホール（全労済ホール）／スペース・ゼロ）- 花園華子 役

2021年
- フライドBALL企画Vol.44『ただの嘘と、幸せな嘘』（2021年5月26日 - 5月30日、新宿THEATER BRATS）- 馬場なおみ 役
- 劇団TEAM-ODAC 第37回本公演【15周年記念公演】『浦安鉄筋家族〜子ども大戦争〜』（2021年7月10日 - 7月18日、こくみん共済 coop ホール（全労済ホール）／スペース・ゼロ）- 根本和江 役
- 五反田タイガー 9th Stage 『DEMON〜ありがとうって言えなくて〜』(2021年9月1日 - 9月5日 こくみん共済 coop ホール／スペース・ゼロ) - 蜂のん役 ※全公演延期

#### 2022年
- 五反田タイガー 9th Stage 『DEMON〜ありがとうって言えなくて〜』(2022年4月20日 - 4月24日 池袋 あうるすぽっと) - 蜂のん役

- MonkeyWorks vol.7『押忍！更級高校応援団！』(2022年7月6日-7月10日 シアター・アルファ東京)-田口夏実役

- 五反田タイガー5th Anniversary‼︎ 11th Stage 『ペインティング・バーレスク〜天使がいた場所〜』(2022年9月28日-10月2日 こくみん共済 coop ホール／スペース・ゼロ)

- 劇団TEAM-ODAC 第40回本公演『舞台 破天荒フェニックス』(2022年12月7日-11日 俳優座劇場)代役により出演

2023年
- 五反田タイガー12th Stage featuring コモンシェア株式会社『Tokyo Community Life 〜Reborn〜』(2023年2月22日-2月26日)